# Bernd Wucherpfennig
Bernd Wucherpfennig (* 22. Dezember 1940 in Berlin) ist ein ehemaliger deutscher Wasserspringer, der zweimal Deutscher Meister im Turmspringen war.

## Sportliche Karriere
Bernd Wucherpfennig war Polizist und startete für den SV Polizei Düsseldorf. 1964 nahm er an den Ausscheidungen für die gesamtdeutsche Mannschaft teil und belegte den achten Platz. Seinen ersten deutschen Meistertitel gewann Wucherpfennig 1968, er wurde nachträglich in die Olympiamannschaft berufen.
Bei den Olympischen Spielen in Mexiko-Stadt überstanden nur zwei deutsche Springer die Vorrunde: Lothar Matthes aus der DDR als Siebter und Bernd Wucherpfennig als Zwölfter. Im Finale konnte sich Wucherpfennig nicht mehr verbessern und schloss den Wettkampf als Zwölfter ab.
1972 gewann der mittlerweile zum Kommissar aufgestiegene Wucherpfennig seinen zweiten deutschen Meistertitel. Bei den Olympischen Spielen in München belegte Wucherpfennig in der Qualifikation den 24. Platz vom Turm und erreichte damit nicht das Finale.